# Ninkasi
Ninkasi (sumerico dnin-ka-si < *nin-kaš-si, "signora che prepara birra") è l'antica divinità sumera, patrona della birra.
Suo padre era Enki, dio dell'acqua, e sua madre era Ninti, la regina dell'apsû: la leggenda vuole che sia nata da "una fresca acqua frizzante". Lei è una degli otto bambini generati per curare le ferite che Enki ha ricevuto, ed è la dea creata per "soddisfare il desiderio" e "appagare il cuore". Inoltre è la dea dell'alcol e della birra.

## In tempi moderni
Nel 1989 la Anchor Brewing Company ha prodotto un'edizione limitata di birra (nota ai sumeri col termine sikaru) sotto l'etichetta Ninkasi, basata su una dotta ricostruzione dell'antica ricetta sumera. La ricetta inizia con pane di orzo cotto due volte, noto col nome di bappir, e con il malto: la preparazione viene addolcita con miele e datteri. Nella ricetta non sono compresi il luppolo o altri ingredienti che la rendano amara: in tal modo la birra era considerevolmente più dolce rispetto alle birre attuali. La ricetta viene descritta nel libro Home Brewer's Companion di Charlie Papazian (1994 ed., ISBN 0-380-77287-6).